# Саквоміш (Вашингтон)
Саквоміш (англ. Suquamish) — переписна місцевість (CDP) в США, в окрузі Кітсеп штату Вашингтон. Населення — 4266 осіб (2020).

## Географія
Саквоміш розташований за координатами 47°43′56″ пн. ш. 122°35′5″ зх. д. / 47.73222° пн. ш. 122.58472° зх. д. (47.732227, -122.584813).  За даними Бюро перепису населення США в 2010 році переписна місцевість мала площу 19,71 км², з яких 17,69 км² — суходіл та 2,01 км² — водойми.

## Демографія
Згідно з переписом 2010 року, у переписній місцевості мешкало 4140 осіб у 1733 домогосподарствах у складі 1059 родин. Густота населення становила 210 осіб/км².  Було 1956 помешкань (99/км²).
Расовий склад населення:
| - 76,8 % — білих - 11,7 % — корінних американців - 2,3 % — азіатів - 0,7 % — чорних або афроамериканців - 0,1 % — вихідців з тихоокеанських островів |

До двох чи більше рас належало 7,4 %. Частка іспаномовних становила 5,5 % від усіх жителів.
За віковим діапазоном населення розподілялося таким чином: 21,1 % — особи молодші 18 років, 64,5 % — особи у віці 18—64 років, 14,4 % — особи у віці 65 років та старші. Медіана віку мешканця становила 42,8 року. На 100 осіб жіночої статі у переписній місцевості припадало 96,3 чоловіків;  на 100 жінок у віці від 18 років та старших — 96,3 чоловіків також старших 18 років.
Середній дохід на одне домашнє господарство  становив 71 570 доларів США (медіана — 55 643), а середній дохід на одну сім'ю — 87 814 долари (медіана — 66 304). Медіана доходів становила 54 875 доларів для чоловіків та 38 523 долари для жінок. За межею бідності перебувало 11,5 % осіб, у тому числі 15,8 % дітей у віці до 18 років та 6,8 % осіб у віці 65 років та старших.
Цивільне працевлаштоване населення становило 2017 осіб. Основні галузі зайнятості: освіта, охорона здоров'я та соціальна допомога — 18,6 %, мистецтво, розваги та відпочинок — 14,1 %, науковці, спеціалісти, менеджери — 14,0 %.